# Eurytoma adiacrita
Eurytoma adiacrita är en stekelart som beskrevs av Grissell 1974. Eurytoma adiacrita ingår i släktet Eurytoma och familjen kragglanssteklar. Inga underarter finns listade i Catalogue of Life.